# Автомобільні шляхи Польщі
Національні дороги в Польщі — основна мережа доріг в Польщі, найвища в категорії доріг загального користування, що забезпечує національний і міжнародний автомобільний зв'язок між великими містами і державними прикордонними пунктами, рекомендована для міжміського і транзитного руху. Сюди також входять автомагістралі та швидкісні дороги.

Карта національної мережі доріг Польщі.
Національні дороги
Швидкісні дороги
Автостради
Автостради платні
Заплановані дороги

З 1 квітня 2002 року система національних доріг у Польщі підпорядкована Генеральній дирекції національних доріг і автострад (GDDKiA). Виняток становлять міста з повітовими правами, де національними дорогами (крім шосе та швидкісних доріг) управляє муніципальна влада (мери міст). Поточна реєстраційна нумерація національних доріг — з невеликими змінами — діє з 9 травня 2001 року. Польські національні дороги нумеруються білими літерами на червоному тлі (знак E-15a). Покажчики на заміських дорогах (крім автомобільних) мають зелений фон. З 1 січня 2020 року в Польщі нараховується 96 національних доріг під номерами 1 — 68 і 70 — 97. Найдовшою з них є дорога № 8 (траса Кудова-Здруй — Будзисько), протяжністю 849 км, а найкоротшою — дорога No96 розміром 1,5 км. До 2014 року найкоротшою національною дорогою була дорога № 85 протяжністю 4,774 км.
Дороги з поздовжнім ходом зазвичай мають непарні номери, а дороги з широтним — парні. Найважливіші транзитні маршрути мають найнижчі номери (наприклад, дороги 1 і 2, що перетинаються в центрі країни). Автомагістралі та швидкісні дороги будуються паралельно до найважливіших національних доріг, і, щоб уникнути непорозумінь, поточний номер національної дороги надано автомагістралі або швидкісній магістралі (попередній літерою A або S), тоді як початкова національна дорога:
- зберігає категорію державної дороги, але отримує новий реєстраційний номер, збільшений на 90 відносно попереднього реєстраційного номера (це у випадку, коли новозбудована автомагістраль є платною, а національна дорога є безкоштовною альтернативною дорогою),
- отримує нову категорію — провінційна дорога (раніше муніципальна) і новий реєстраційний номер, відповідний цій категорії.

Національні дороги в Польщі мають один із трьох можливих класів: A (автострада), S (швидкісна дорога) або GP (головна дорога прискореного руху).
Станом на 31 грудня 2015 року національна мережа доріг Польщі охоплювала 19 292,8 км.
Станом на 31 грудня 2020 року національна мережа доріг Польщі становила 19 477,4 км, з яких 17 782 км перебували в управлінні GDDKiA.

## Історія
Протягом багатьох років національні дороги мали різні визначення, а розмір мережі змінювався.
15 січня 1921 р. за Законом від 10 грудня 1920 р. про будівництво та утримання доріг загального користування було введено державні дороги. Вони становили найважливішу категорію доріг загального користування державного значення. Їх розділили на три категорії:
- І категорія — дороги, що з'єднують Варшаву з державним кордоном і прикордонними районами; загальна довжина (з бічними відгалуженнями): 4503 км,
- II категорія — дороги північ-південь; загальна довжина (з бічними відгалуженнями): 2670 км,
- III категорія — дороги схід-захід; загальна довжина (з бічними відгалуженнями): 3327 км.

Загальна протяжність тодішніх державних доріг становила 10 500 км.
Після Другої світової війни мережа державних доріг змінилася. У 1952 р. було надано нові позначення, які з пізнішими змінами діяли до 14 лютого 1986 р. Нумерація доріг державного значення була частково систематизована — почали свій шлях дороги з меншими номерами (10-19). У Варшаві або поблизу.

## Класифікація
Відповідно до Закону про дороги загального користування до державних доріг належать:
1. автомагістралей і швидкісних доріг, а також доріг, що пролягають на їх шляху до будівництва автомагістралей і швидкісних доріг;
2. міжнародні дороги;
3. дороги, що утворюють інші сполучення, що забезпечують цілісність національної мережі доріг;
4. під'їзні шляхи до пунктів пропуску загального користування, що обслуговують пасажирські та вантажні перевезення без обмежень # загальної маси транспортних засобів;
5. дороги, альтернативні платним автострадам;
6. дороги, що є об'їзними маршрутами великих міських агломерацій;
7. оборонні дороги.